# Миркайське
Мирка́йське (рос. Мыркайское) — село у складі Мішкинського району Курганської області, Росія. Адміністративний центр Миркайської сільської ради.
Населення — 236 осіб (2010, 334 у 2002).